# Neolissochilus nigrovittatus
Neolissochilus nigrovittatus är en fiskart som först beskrevs av Boulenger, 1893.  Neolissochilus nigrovittatus ingår i släktet Neolissochilus och familjen karpfiskar. IUCN kategoriserar arten globalt som otillräckligt studerad. Inga underarter finns listade i Catalogue of Life.